# Миљијарели (Асколи Пичено)
Миљијарели (итал. Migliarelli) насеље је у Италији у округу Асколи Пичено, региону Марке.
Према процени из 2011. у насељу је живело 35 становника. Насеље се налази на надморској висини од 781 м.